# 稲森宗太郎
稲森 宗太郎（いなもり そうたろう、1901年〈明治34年〉7月12日 - 1930年〈昭和5年〉4月15日）は、三重県名張市出身の歌人。

## 人物・来歴
1901年（明治34年）に、三重県名張市本町の煙草元売捌商・稲森惣兵衛の長男として生れた。三重県立第一中学校（現・三重県立津高等学校）を卒業し、1921年（大正10年）、20歳の時、第一早稲田高等学院政治経済学科入学。学院時代から歌人・窪田空穂教授に師事。和歌を作り始めた。早稲田同人誌『自画像』に和歌や小説を発表し、島村民蔵主催の演劇研究会に参加するなど活躍し、その機関誌に戯曲も寄稿していた。
早稲田大学国文学科に進んだ宗太郎は、三重県立第一中学校時代の2年先輩の中谷孝雄と、中谷の友人・梶井基次郎からの誘いで、彼らと一緒に同人誌『青空』の創刊メンバーとなった。しかし宗太郎は、健康上の理由もあり、短歌一筋に生きることに決めて1号だけで脱退した。
宗太郎は、窪田空穂を通じて知り合った尾崎一雄・山崎剛平ら8人で「八ツ手」という短歌会を結成し、同人誌『茜ぞめ』を創刊した。1928年（昭和3年）3月に早稲田大学国文学科を卒業。この卒業の秋、肺尖（はいせん）カタルと診断されたが、実際は結核であった。

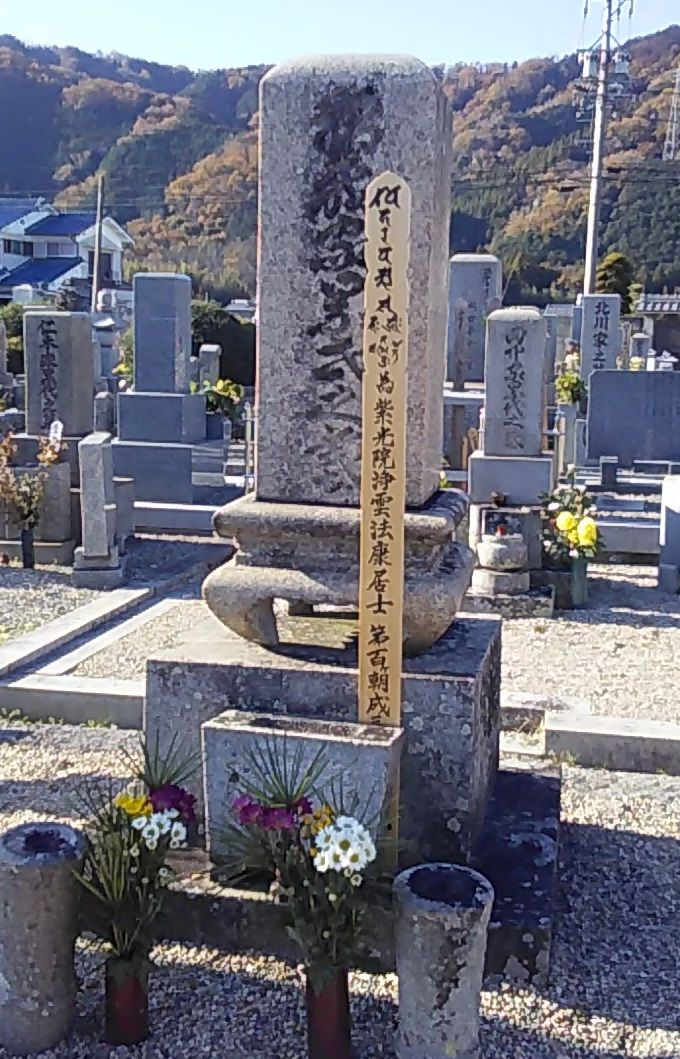
稲森宗太郎の墓(名張市西方寺)

『茜ぞめ』の廃刊後は『地上』に加わり、作品発表を続けるが、1930年（昭和5年）の春ごろ、病状が急に悪化して咽喉もつぶれてしまう。同年4月15日、高田馬場の家で師の窪田空穂、妻・美津子に看取られて死去（28歳没）。法名「国学院硯誉宗泉居士」。同年に刊行した歌集『水枕』を残した。

## 著書
- 『歌集 水枕』地上社〈地上叢書 第3篇〉、1930年8月。 NCID BB03627872。全国書誌番号:44012966。
  - 「水枕」『現代短歌全集』 第6巻（昭和2年-6年）、筑摩書房、1981年3月。 NCID BN00190397。全国書誌番号:81023669。
  - 『歌集 水枕』短歌新聞社〈短歌新聞社文庫〉、1997年2月。ISBN 9784803908688。 NCID BA42435648。全国書誌番号:97072774。
  - 「水枕」『現代短歌全集』 第6巻（昭和2年-6年）（増補版）、筑摩書房、2001年11月。ISBN 9784480138262。 NCID BA52924902。全国書誌番号:20220808。
- 『歌人稲森宗太郎』稲森宗太郎を顕彰する会、1997年3月。 NCID BB00807856。全国書誌番号:98045862。